# Macaye
Macaye település Franciaországban, Pyrénées-Atlantiques megyében. Lakosainak száma 594 fő (2022. január 1.). Macaye Bidarray, Cambo-les-Bains, Hasparren, Louhossoa, Mendionde, Ossès, Hélette és Irissarry községekkel határos.

## Népesség
A település népességének változása:
| Lakosok száma | 548  | 560  | 579  | 587  | 585  | 584  | 582  | 598  | 594  |
|               | 2013 | 2015 | 2016 | 2017 | 2018 | 2019 | 2020 | 2021 | 2022 |